# Chicho Jesurun
Arthur Benjamin (Chicho) Jesurun (Willemstad (Curaçao), 10 juli 1947 – Almere, 16 december 2006) was een Nederlands-Antilliaanse honkballer en honkbalcoach die zowel nationaal als internationaal een grote bekendheid genoot.
Tijdens zijn carrière als honkballer speelde hij voor diverse honkbalclubs. Hij begon bij de Curaçaose Korporaal Cardinals. Later was hij actief bij de Groningse Caribe die hij in de tweede helft van de jaren zestig mee hielp oprichten. In die tijd begon hij ook met het coachen van Rayon Het Noorden.  
In de jaren zeventig en tachtig was hij als honkbalcoach op Curaçao werkzaam. Eerst als (hoofd)coach bij de Wildcats Felipe II, later ook als coach van de nationale ploeg en als honkbalscheidsrechter. Verder heeft Jesurun in de hoedanigheid van hoofdcoach de Amsterdam Pirates en Almere '90 getraind. De jaren voor zijn overlijden was hij als bench coach verbonden aan de honkbalclub (Mr. Cocker) HCAW uit Bussum. Eveneens heeft hij voor diverse professionele honkbalclubs uit de Verenigde Staten als scout opgetreden.
Vanaf 1977 werkte Jesurun ook voor de radio, eerst alleen als honkbalverslaggever. Voor Radio Nederland Wereldomroep presenteerde hij jarenlang het nieuws in het Papiaments. Toen in 2005 het wereldkampioenschap honkbal in Nederland werd gehouden was hij ook te horen als verslaggever in het programma Langs de Lijn.
Chicho Jesurun overleed op 59-jarige leeftijd aan een hartaanval.